# Kidding
Kidding – amerykański serial telewizyjny (komedio-dramat) wyprodukowany przez  I Love You Julian!,  Aggregate Films oraz  Some Kind of Garden, którego twórcą jest Dave Holstein. Serial jest emitowany od 9 września 2018 roku przez Showtime, natomiast w Polsce dzień później na HBO GO.

## Fabuła
Serial opowiada o Jeffie Piccirillo, prowadzącym dziecięcego programu, którego życie rodzinne rozpada się. Zostawia go żona, a syn uważa za mięczaka. W swoich programach jest radosny, ale tak naprawdę nie potrafi poradzić sobie w prawdziwym życiu.

## Obsada

### Główna
- Jim Carrey jako Jeff Piccirillo[3]
- Frank Langella jako Sebastian Piccirillo[4]
- Judy Greer jako Jill Piccirillo[5]
- Cole Allen jako William "Will" i Philip "Phil" Piccirillo
- Juliet Morris jako Maddy
- Catherine Keener jako Deirdre[6]

### Role drugoplanowe
- Justin Kirk jako Peter[7]
- Ginger Gonzaga jako Vivian[8]
- Bernard White jako Scott[9]
- Grace Song jako Eliza[10]

## Odcinki
| Sezon | Odcinki | Oryginalna emisja w Showtime | Oryginalna emisja w Showtime | Emisja w HBO GO  | Emisja w HBO GO   | Emisja w HBO GO |
| Sezon | Odcinki | Premiera sezonu              | Finał sezonu                 | Premiera sezonu  | Finał sezonu      |                 |
| ----- | ------- | ---------------------------- | ---------------------------- | ---------------- | ----------------- | --------------- |
| 1     | 10      | 9 września 2018              | 11 listopada 2018            | 10 września 2018 | 12 listopada 2018 |                 |
| 2     | 10      | 9 lutego 2020                | 8 marca 2020                 |                  |                   |                 |

### Sezon 1 (2018)
| Nr | #  | Tytuł                   | Reżyseria     | Scenariusz                    | Premiera Showtime    | Premiera HBO GO      |
| -- | -- | ----------------------- | ------------- | ----------------------------- | -------------------- | -------------------- |
| 1  | 1  | Green Means Go          | Michel Gondry | Dave Holstein                 | 9 września 2018      | 10 września 2018     |
| 2  | 2  | Pusillanimous           | Michel Gondry | Dave Holstein                 | 16 września 2018     | 17 września 2018     |
| 3  | 3  | Every Pain Needs a Name | Jake Schreier | Halley Feiffer                | 23 września 2018     | 24 września 2018     |
| 4  | 4  | Bye, Mom                | Jake Schreier | Michael Vukadinovich          | 30 września 2018     | 1 października 2018  |
| 5  | 5  | The New You             | Michel Gondry | Cody Heller                   | 7 października 2018  | 8 października 2018  |
| 6  | 6  | The Cookie              | Michel Gondry | Noah Haidle                   | 14 października 2018 | 15 października 2018 |
| 7  | 7  | Kintsugi                | Minkie Spiro  | Jas Waters                    | 21 października 2018 | 22 października 2018 |
| 8  | 8  | Philliam                | Michel Gondry | Minkie Spiro                  | 28 października 2018 | 29 października 2018 |
| 9  | 9  | LT. Pickles             | Michel Gondry | Joey Mazzarino, Dave Holstein | 4 listopada 2018     | 5 listopada 2018     |
| 10 | 10 | Some Day                | Michel Gondry | Dave Holstein                 | 11 listopada 2018    | 12 listopada 2018    |

### Sezon 2 (2020)
| Nr | #  | Tytuł                                | Reżyseria       | Scenariusz            | Premiera Showtime | Premiera HBO GO |
| -- | -- | ------------------------------------ | --------------- | --------------------- | ----------------- | --------------- |
| 11 | 1  | The Cleanest Liver in Columbus, Ohio | Jake Schreier   | Dave Holstein         | 9 lutego 2020     |                 |
| 12 | 2  | Up, Down and Everything in Between   | Jake Schreier   | Michael Vukadinovich  | 9 lutego 2020     |                 |
| 13 | 3  | I'm Listening                        |                 | Roberto Benabib       | 16 lutego 2020    |                 |
| 14 | 4  | I Wonder What Grass Tastes Like      | Kimberly Peirce | Hilary Weisman Graham | 16 lutego 2020    |                 |
| 15 | 5  | Episode 3101                         | Michel Gondry   | Joey Mazzarino        | 23 lutego 2020    |                 |
| 16 | 6  | The Death of Fil                     | Michel Gondry   | Dave Holstein         | 23 lutego 2020    |                 |
| 17 | 7  | {{{tytuł}}}                          |                 |                       | 1 marca 2020      |                 |
| 18 | 8  | A Seat on the Rocket                 |                 |                       | 1 marca 2020      |                 |
| 19 | 9  | The Nightingale Pledge               | Jake Schreier   | Dylan Tanous          | 8 marca 2020      |                 |
| 20 | 10 | The Puppet Dalai Lama                | Jake Schreier   |                       | 8 marca 2020      |                 |

## Produkcja
14 września 2017 roku, stacja Showtime zamówiła 10 odcinkowy serialu, w którym główną rolę zagra Jim Carrey.
W połowie grudnia 2017 roku, poinformowano, że Catherine Keener zagra w serialu.
Na początku stycznia 2018 roku, ogłoszono, że Frank Langella wcieli się w rolę Sebastiana Piccirillo.
W kolejnym miesiącu, poinformowano, że Judy Greer dołączyła do obsady.
W marcu 2018 roku, obsada powiększyła się o  Justina Kirka, aktora znanego z serialu Ali Magbill, który otrzymał rolę powracającą.
Pod koniec maja 2018 roku, ogłoszono, że Ginger Gonzaga i Bernard White dołączyli do obsady.
W lipcu 2018, poinformowano, że  Grace Song zagra w serialu.
10 października 2018 roku, stacja Showtime ogłosiła przedłużenie serialu o drugi sezon.